# 朝鮮民事令
朝鮮民事令（ちょうせんみんじれい）（明治45年制令第7号）は、日本統治下の朝鮮における民事関係について定めた制令である。1912年（明治45年）3月18日公布、同年4月1日施行。光復により米軍占領を経て北緯38度線以南が大韓民国となった後も引き続き有効とされていたが、大韓民国第3代国務総理で後の第5-9期大統領朴正煕率いる国家再建最高会議が新たに制定した後継諸法律への移行に伴い、1962年1月20日付で廃止とみなされた。その後、最後まで残った諸条項の廃止が1963年1月1日付で施行されたことにより、効力が完全に失われた。

## 概要

### 制定理由
朝鮮民事令の制定の文書に添付された理由書によると制定の理由は次のとおりである。
韓国併合時点において、民事に関する法規は、内地人又は外国人に対するものと朝鮮人に対するものと二種があり、内地人又は外国人に対する実体法は、概ね（内地の）民法・商法により、手続法は、民事訴訟法に些少な変更を設けた他は内地の裁判所の例に依るとした統監府裁判所司法事務取扱令によっていた。一方朝鮮人に関しては、実体法は、不文法である慣習より、手続法は旧大韓帝国の時代に制定したものによっていた。併合後において、民事法規に尚、二種の系統が残置されているのは公私ともに非常に不便であり、朝鮮総督府裁判所令の改正を機として従来の民事法規を統一整理し内外人朝鮮人の区別なく共通の法規をもって朝鮮における民事を処理するのがもっとも適当である。

### 構成
制定時点での朝鮮民事令は、全82条から構成されている。
第1条　民事に関しては、民法等次の23法律に依る（依用）と規定。
1. 民法
2. 年齢計算ニ関スル法律（明治35年12月2日法律第50号）
3. 記名ノ国債ヲ目的トスル質権ノ設定ニ関スル法律（明治37年4月1日法律第17号）
4. 失火ノ責任ニ関スル法律（明治32年3月8日法律第40号）
5. 救育所ニ在ル孤児ノ後見職務ニ関スル法律（明治33年3月13日法律第51号）
6. 民法第千七十九条及第千八十一条ノ規定ニ依ル遺言ノ確認ニ関スル法律（明治33年2月7日法律第13号）
7. 民法施行法
8. 商法
9. 商法中署名スヘキ場合ニ関スル法律（明治33年2月26日法律第17号）
10. 商法施行法
11. 商法（旧商法）（明治23年4月26日法律第32号）[注釈 2]
12. 商法施行条例
13. 民事訴訟法
14. 外国裁判所ノ嘱託ニ因ル共助法
15. 外国人ノ署名捺印及無資力証明ニ関スル法律（明治32年3月10日法律第50号）
16. 家資分散法
17. 人事訴訟手続法
18. 非訟事件手続法
19. 民事訴訟費用法
20. 商事非訟事件印紙法
21. 執達吏手数料規則
22. 供託法
23. 競売法

第2条から第9条　第1条の規定により依用する場合、勅令に委任した場合は、朝鮮総督府令による等の所要の調整規定
第10条から第15条　民法の依用における特則。
第10条　朝鮮人相互間の法律行為については公の秩序に関する規定でない場合は、慣習による。
第11条　朝鮮人については、能力、親族及び相続については第1条の規定を適用せず、慣習に依る。
第12条　不動産に関する物件の種類及び効力については、第1条の法律に定めた物件の他、慣習による。すなわち民法に規定のない物権で慣習にあるものを認める。
第13条及び第14条　不動産の登記及び対抗力に関する特則
第15条　民法第49条の準用
第16条から第76条　訴訟手続の特則
第77条から第82条　附則。施行期日、統監府裁判所司法事務取扱令等の旧法令の廃止、経過規定。

## 改正

### 大正7年
大正7年6月11日制令第8号	朝鮮民事令中改正　大正7年6月11日施行
官報に掲載してなすべき公告をする場合、全て朝鮮総督府官報に掲載して行うとしていた規定を、公示催告及び失踪については、官報及び朝鮮総督府官報で行うと改正（第9条）

### 大正10年
大正10年11月14日制令第14号	朝鮮民事令中改正　大正10年12月1日施行
本令によって依用される法律中、能力に関する規定は朝鮮人に適用せず（11条1項）、慣習によることとされていた（同条2項）のを改め、親権、後見、保佐人及び無能力者のために設けるべき親族会に関する規定は適用されることとした（同条1項ただし書）。

### 大正11年3月
大正11年3月9日制令第1号朝鮮民事令中改正　大正11年4月1日施行
依用する法律から供託法を削除、次を追加
　　19の2　民事訴訟用印紙法

### 大正11年12月
大正11年12月7日制令第13号朝鮮民事令中改正　民事令第1条、第38条及び第72条の改正　大正12年1月1日　施行　民事令第11条から第11条の9、及び第73条第1項の改正　大正12年7月1日　施行
破産法等の制定に伴い依用する法律の、
　　11 商法（旧商法）（明治23年4月26日法律第32号）
　　12 商法施行条例
　　16 家資分散法
を次のように改正
　　11 破産法
　　12 和議法
　　16 削除

### 昭和4年
昭和4年5月7日制令第6号朝鮮民事令中改正　昭和4年10月1日　施行
民事訴訟法の改正に伴い、依用する法律に次を追加。
　　13の2　民事訴訟法中改正法律施行法
訴訟手続の特則の規定を大幅に改正。

### 昭和6年
昭和6年6月9日制令第9号朝鮮民事令中改正　昭和6年12月1日　施行
依用する法律に、次を追加。
　　7の2　信託法

### 昭和8年
昭和8年12月28日制令第23号朝鮮民事令中改正　昭和9年1月1日　施行
手形法及び小切手法の制定に伴い、依用する法律に次を追加。
　　8の2　手形法
　　8の3　小切手法
その他所要の改正

### 昭和9年
昭和9年4月30日制令第14号朝鮮民事令中改正　昭和9年5月1日　施行
民事訴訟において必要な書類の証明者を一部税務署長に変更。

### 昭和10年
昭和10年8月2日制令第10号朝鮮民事令中改正　昭和10年8月2日施行
依用する法律に、次を追加。
　　3の２　身元保証ニ関スル法律（昭和8年4月1日法律第42号）

### 昭和11年
昭和11年12月28日制令第17号朝鮮民事令中改正　昭和11年12月28日施行
依用する法律に、次を追加。
　　23 外国人ノ抵当権ニ関スル法律（明治32年3月16日法律第67号）

### 昭和13年4月
昭和13年4月28日制令第17号朝鮮民事令中改正　昭和13年5月1日施行
依用する法律に、次を追加。
　　14の2 日満司法事務共助法

### 昭和13年5月
昭和13年5月31日制令第21号朝鮮民事令中改正　昭和13年6月1日施行
民事訴訟法の特例規定の改正。特例として職権で行える手続を削減。

### 昭和14年8月
昭和14年8月30日制令第11号朝鮮民事令中改正　昭和15年1月1日施行
有限会社法及び商法中改正法律施行法の制定に伴い、依用する法律に次を追加。
　　8の4　有限会社法
　　10の2　商法中改正法律施行法

### 昭和14年11月
昭和14年11月9日制令第19号朝鮮民事令中改正　昭和15年2月11日施行
創氏改名のための改正。氏について、民法を適用し、異姓の者を養子とすることを認める。

### 昭和15年
昭和15年12月29日制令第47号朝鮮民事令中改正　昭和15年12月29日施行
第11条の5を新設。委託又ハ郵便ニ依ル戸籍届出ニ関スル法律（昭和15年3月23日法律第4号）を依用する。

### 昭和16年
昭和16年4月21日制令第20号朝鮮民事令中改正　昭和16年4月21日施行
民事訴訟法の特例規定の改正。競売の特例を削減。

### 昭和18年
昭和18年6月9日制令第30号朝鮮民事令等中改正　昭和18年6月10日施行
樺太の内地編入により、小切手の呈示期間の特例から除外。
地方行政機構の改正による改正。
上記の改正により昭和20年（1945年）8月9日現在の時点で、依用されていた法律は次のようになる。
1. 民法
2. 年齢計算ニ関スル法律（明治35年12月2日法律第50号）
3. 記名ノ国債ヲ目的トスル質権ノ設定ニ関スル法律（明治37年4月1日法律第17号）

　　3の2 身元保証ニ関スル法律（昭和8年4月1日法律第42号）
　　4 失火ノ責任ニ関スル法律（明治32年3月8日法律第40号）
　　5 救育所ニ在ル孤児ノ後見職務ニ関スル法律（明治33年3月13日法律第51号）
　　6 民法第千七十九条及第千八十一条ノ規定ニ依ル遺言ノ確認ニ関スル法律（明治33年2月7日法律第13号）
　　7 民法施行法
　　7の2 信託法
　　8 商法
　　8の2 手形法
　　8の3 小切手法
　　8の4 有限会社法
　　9 商法中署名スヘキ場合ニ関スル法律（明治33年2月26日法律第17号）
　　10 商法施行法
　　10の2 商法中改正法律施行法
　　11 破産法
　　12 和議法
　　13 民事訴訟法
　　13の2 民事訴訟法中改正法律施行法
　　14 外国裁判所ノ嘱託ニ因ル共助法
　　14の2 日満司法事務共助法
　　15 外国人ノ署名捺印及無資力証明ニ関スル法律（明治32年3月10日法律第50号）
　　17 人事訴訟手続法
　　18 非訟事件手続法
　　19 民事訴訟費用法
　　19の2 民事訴訟用印紙法
　　20 商事非訟事件印紙法
　　21 執達吏手数料規則
　　22 競売法
　　23 外国人ノ抵当権ニ関スル法律（明治32年3月16日法律第67号）

## 日本の敗戦後の効力
日本の敗戦により朝鮮総督府が降伏し、北緯38度線を境界に北側がソヴィエト連邦、南側がアメリカ合衆国により占領された。ソヴィエト連邦占領地区においては、旧法令の無効が宣言されたが、アメリカ合衆国占領地区においては、昭和20年（1945年）8月9日現在の法令は、アメリカ合衆国の占領機関である在朝鮮米国陸軍司令部軍政庁が特に廃止しない限り協力を有するとされ、更に大韓民国成立後においても憲法に抵触しない限り有効とされた。
民事法分野においては、アメリカ合衆国軍政期において創氏改名を取り消して創氏改名前の氏名に復旧させたことを除き、ほとんどは、大韓民国成立後も、朝鮮民事令により依用される日本法の適用が継続し、最終的改廃が終了したのは昭和36年（1961年）になってからである。

### 創氏改名
軍政庁法令第122号 朝鮮氏名復旧令1946年10月23日公布施行。
創氏改名を取消して創氏改名前の氏名に復旧するとしたもの。昭和14年11月9日制令第19号による改正のすべてが否認されたかは、争いがあった。

### 民事訴訟費用法
民事訴訟費用法（法律第336号）1954年9月9日公布、1954年9月1日施行（遡及適用）。
この法律施行前の民事訴訟費用に関する法律を廃止。

### 民事訴訟用印紙法
民事訴訟印紙法（法律第337号）1954年9月9日公布、1954年9月1日施行（遡及適用）。
この法律施行前の民事訴訟印紙に関する法律を廃止。
　　19の2　民事訴訟用印紙法

### 身元保証ニ関スル法律
身元保証法（法律第449号）1957年10月5日公布施行。
朝鮮民事令第1条第3号の2を削除。
　　3の2 身元保証ニ関スル法律（昭和8年4月1日法律第42号）

### 民法等
民法（法律第471号）1958年2月22日公布、1960年1月1日施行。
附則第27条により朝鮮民事令第1条により依るとされる次の法令を廃止。
1. 民法
2. 年齢計算ニ関スル法律（明治35年12月2日法律第50号）

　　7 民法施行法

### 外国人ノ署名捺印及無資力証明ニ関スル法律
外国人の署名捺印に関する法律（法律第488号）1958年7月12日公布施行。
朝鮮民事令第1条第15号を削除。
　　15 外国人ノ署名捺印及無資力証明ニ関スル法律（明治32年3月10日法律第50号）

### 戸籍法
戸籍法（法律第535号）1960年1月1日公布施行。
朝鮮民事令中戸籍に関する規定を廃止。
第11条の5で依用する委託又ハ郵便ニ依ル戸籍届出ニ関スル法律（昭和15年3月23日法律第4号）を廃止。

### 民事訴訟法等
民事訴訟法（法律第547号）1960年4月4日公布、1960年7月1日施行。
朝鮮民事令中民事訴訟に関する規定を廃止。該当は次の4法律。
　　12　民事訴訟法
　　12の2　民事訴訟法中改正法律施行法
　　114　外国裁判所ノ嘱託ニ因ル共助法
　　14の2　日満司法事務共助法

### 失火ノ責任ニ関スル法律
失火責任に関する法律（法律第607号）1960年4月28日公布施行。
朝鮮民事令第1条第4号を削除。
　　4 失火ノ責任ニ関スル法律（明治32年3月8日法律第40号）

### 執達吏手数料規則
執達吏法（法律第702号）1961年8月31日公布施行。
朝鮮民事令中執達吏に関する規定を廃止。該当は次の法律。
　　21　執達吏手数料規則

### 救育所ニ在ル孤児ノ後見職務ニ関スル法律
保健施設にある孤児の後見職務に関する法律（法律第703号）1961年8月31日公布施行。
朝鮮民事令第1条により依るとされる救育所ニ在ル孤児ノ後見職務ニ関スル法律を廃止。

### 人事訴訟手続法
人事訴訟法（法律第803号）1961年12月6日公布、1962年1月1日施行。
朝鮮民事令第1条第17号により依るとされる人事訴訟手続法を廃止。

### 信託法
信託法（法律第900号）1961年12月30日公布施行。
朝鮮民事令第1条第７号の2を削除。
　　7の2 信託法

### 競売法
競売法（法律第968号）1962年1月15日公布施行。
朝鮮民事令第1条第22号により依るとされる競売法を廃止。

### 和議法
和議法（法律第997号）1962年1月20日公布施行。
朝鮮民事令第1条第12号により依るとされる和議法を廃止。

### 破産法
破産法（法律第998号）1962年1月20日公布施行。
朝鮮民事令第1条第11号により依るとされる破産法を廃止。

### 非訟事件手続法
非訟事件手続法（法律第999号）1962年1月20日公布施行。
朝鮮民事令第1条第18号を廃止。
　　18 非訟事件手続法

### 商法等
商法（法律第1000号）1962年1月20日、公布1963年1月1日施行。
附則第12条により朝鮮民事令第1条により依るとされる次の法令を廃止。
　　8 商法
　　8の2 有限会社法
　　10 商法施行法
　　10の2 商法中改正法律施行法

### 手形法
手形法（法律第1001号）1962年1月20日、公布1963年1月1日施行。
朝鮮民事令第1条により依るとされる手形法を廃止。

### 小切手法
小切手法（法律第1002号）1962年1月20日公布、1963年1月1日施行。
朝鮮民事令第1条により依るとされる小切手法を廃止。

### その他
旧法令（1948年7月16日以前に施行され大韓民国憲法第100条により効力を存続したもの）は、1961年7月15日公布施行された旧法令整理に関する特別措置法（法律第659号）は、1961年12月31日までに改廃するものとされ、これがされなかったものは、同法第3条の規定により1962年1月20日に廃止されたとみなされた。これにより朝鮮民事令本体はこの日に廃止された。また朝鮮民事令廃止の時点まで依るとされていた（即ち上記の法律で個別に廃止されていなかったもの）ものに該当するのは、次のとおりである。
　　6　民法第千七十九条及第千八十一条ノ規定ニ依ル遺言ノ確認ニ関スル法律（明治33年2月7日法律第13号）
　　9　記名ノ国債ヲ目的トスル質権ノ設定ニ関スル法律（明治37年4月1日法律第17号）
　　9　商法中署名スヘキ場合ニ関スル法律（明治33年2月26日法律第17号）
　　23　外国人ノ抵当権ニ関スル法律（明治32年3月16日法律第67号）

## 朝鮮民事令で依るとした法律の大韓民国成立後の状況
| 朝鮮民事令で依るとした法律                                                                   | 廃止法の公布日 | 廃止法の番号 | 廃止法の題名                             |
| -------------------------------------------------------------------------------------------- | -------------- | ------------ | ---------------------------------------- |
| 民法                                                                                         | 1958年2月22日  | 法律第471号  | 民法                                     |
| 年齢計算ニ関スル法律（明治35年12月2日法律第50号）                                            | 1958年2月22日  | 法律第471号  | 民法                                     |
| 記名ノ国債ヲ目的トスル質権ノ設定ニ関スル法律（明治37年4月1日法律第17号）                     | 1961年7月15日  | 法律第659号  | 旧法令整理に関する特別措置法             |
| 失火ノ責任ニ関スル法律（明治32年3月8日法律第40号）                                           | 1960年4月28日  | 法律第607号  | 失火責任に関する法律                     |
| 身元保証ニ関スル法律（昭和8年4月1日法律第42号）                                              | 1957年10月5日  | 法律第449号  | 身元保証法                               |
| 救育所ニ在ル孤児ノ後見職務ニ関スル法律（明治33年3月13日法律第51号）                          | 1961年8月31日  | 法律第703号  | 保健施設にある孤児の後見職務に関する法律 |
| 民法第千七十九条及第千八十一条ノ規定ニ依ル遺言ノ確認ニ関スル法律（明治33年2月7日法律第13号） | 1960年4月28日  | 法律第607号  | 失火責任に関する法律                     |
| 民法施行法                                                                                   | 1958年2月22日  | 法律第471号  | 民法                                     |
| 信託法                                                                                       | 1961年12月30日 | 法律第900号  | 信託法                                   |
| 商法                                                                                         | 1962年1月20日  | 法律第1000号 | 商法                                     |
| 手形法                                                                                       | 1962年1月20日  | 法律第1001号 | 手形法                                   |
| 小切手法                                                                                     | 1962年1月20日  | 法律第1002号 | 手形法                                   |
| 有限会社法                                                                                   | 1962年1月20日  | 法律第1000号 | 商法                                     |
| 商法中署名スヘキ場合ニ関スル法律（明治33年2月26日法律第17号）                                | 1960年4月28日  | 法律第607号  | 失火責任に関する法律                     |
| 商法施行法                                                                                   | 1962年1月20日  | 法律第1000号 | 商法                                     |
| 商法中改正法律施行法                                                                         | 1962年1月20日  | 法律第1000号 | 商法                                     |
| 破産法                                                                                       | 1962年1月20日  | 法律第998号  | 破産法                                   |
| 和議法                                                                                       | 1962年1月20日  | 法律第997号  | 和議法                                   |
| 民事訴訟法                                                                                   | 1960年4月4日   | 法律第547号  | 民事訴訟法                               |
| 民事訴訟法中改正法律施行法                                                                   | 1960年4月4日   | 法律第547号  | 民事訴訟法                               |
| 外国裁判所ノ嘱託ニ因ル共助法                                                                 | 1960年4月4日   | 法律第547号  | 民事訴訟法                               |
| 日満司法事務共助法                                                                           | 1960年4月4日   | 法律第547号  | 民事訴訟法                               |
| 外国人ノ署名捺印及無資力証明ニ関スル法律（明治32年3月10日法律第50号）                        | 1958年7月12日  | 法律第488号  | 外国人の署名捺印に関する法律             |
| 人事訴訟手続法                                                                               | 1961年12月6日  | 法律第803号  | 人事訴訟法                               |
| 非訟事件手続法                                                                               | 1962年1月20日  | 法律第999号  | 非訟事件手続法                           |
| 民事訴訟費用法                                                                               | 1954年9月9日   | 法律第336号  | 民事訴訟費用法                           |
| 民事訴訟用印紙法                                                                             | 1954年9月9日   | 法律第337号  | 民事訴訟印紙法                           |
| 商事非訟事件印紙法                                                                           | 1961年7月15日  | 法律第659号  | 旧法令整理に関する特別措置法             |
| 執達吏手数料規則                                                                             | 1961年8月31日  | 法律第702号  | 執達吏法                                 |
| 競売法                                                                                       | 1962年1月15日  | 法律第968号  | 競売法                                   |
| 外国人ノ抵当権ニ関スル法律（明治32年3月16日法律第67号）                                      | 1961年7月15日  | 法律第659号  | 旧法令整理に関する特別措置法             |